# Irréligion en Allemagne

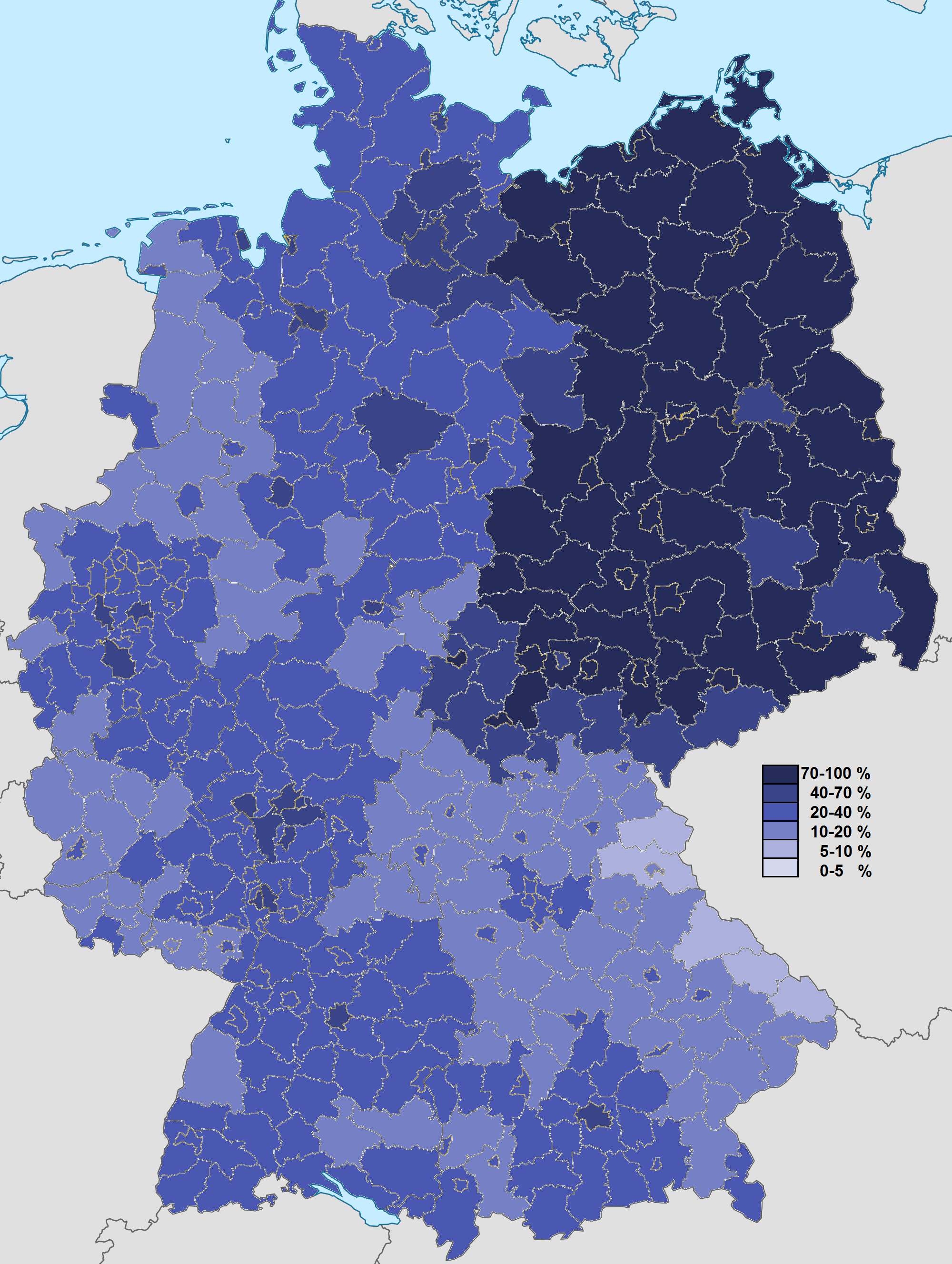
Population non religieuse selon le recensement de 2011.

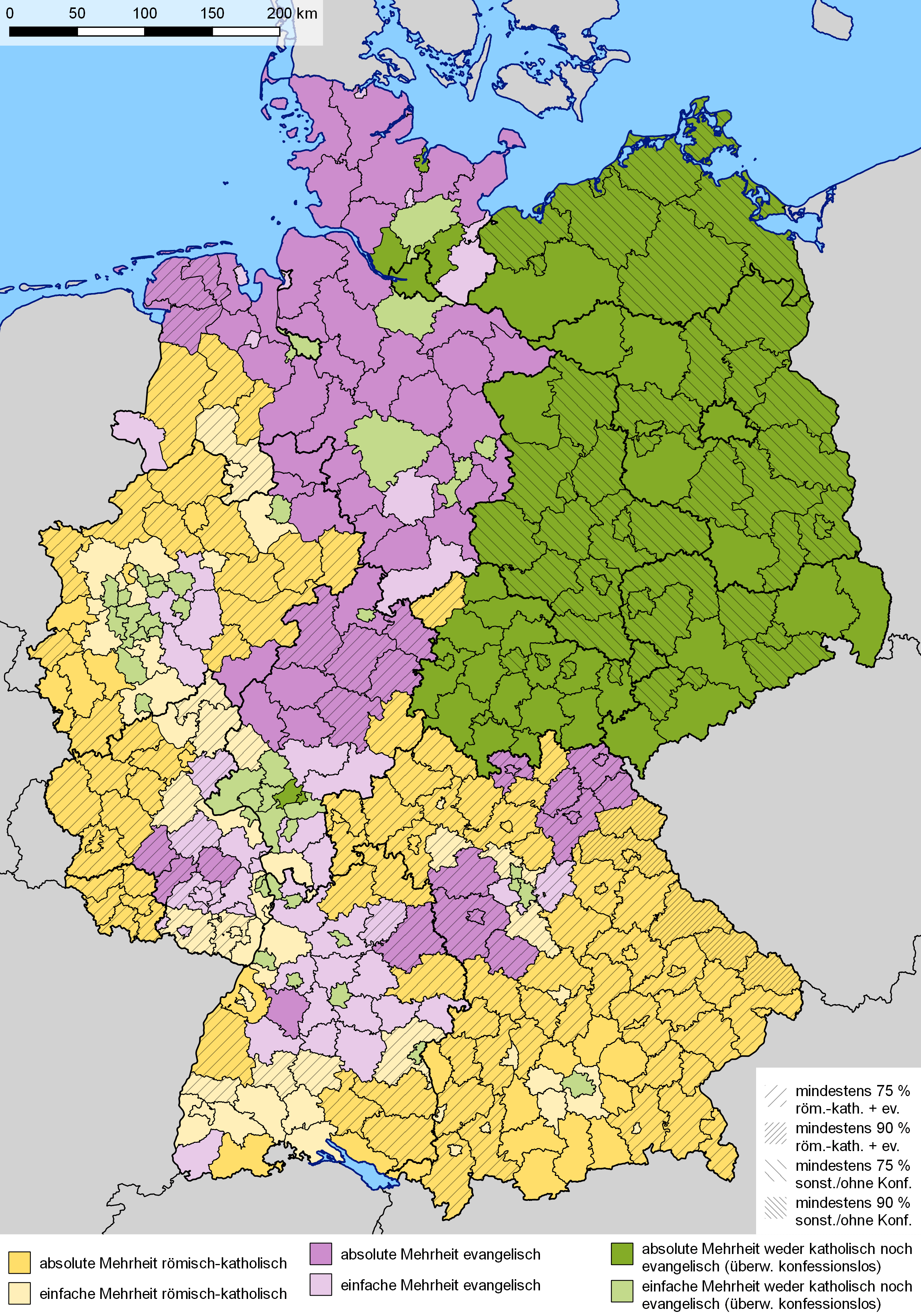
Principales confessions religieuses en 2011 (clair : >33% et sombre : >50%) :
Protestants
Catholiques
Athées et non-religieux

L'irréligion est très répandue en Allemagne et notamment dans l'ex-RDA ; en 2009, plus d'allemands sont non-croyants en Allemagne de l'Est qu'en Allemagne de l'Ouest,. Dans l'ensemble, l'Allemagne est un pays remarquablement laïque, bien qu'en dépit de cela, de nombreuses régions de l'Allemagne de l'Ouest n'aient pas une démographie de l'irréligion comparable à celle de plusieurs pays européens voisins,
L'Allemagne de l'Est est de loin la région la moins religieuse du monde, L'athéisme est adopté par les jeunes et les personnes âgées, mais encore plus par les jeunes allemands. Une étude réalisée en septembre 2012 n'a pas permis de trouver une seule personne de moins de 28 ans certaine de l'existence de Dieu. Cela s'explique par les politiques athées énergiques de l'athéisme d'État du Parti socialiste unifié d'Allemagne de la République démocratique allemande. Cependant, l'application de l'athéisme n'existait que pendant les premières années. Par la suite, l'État a permis aux Églises d'avoir un niveau d'autonomie relativement élevé. Comme les personnes nées après la réunification, dont les plus âgées auraient environ 28 ans en 2018, n'en ont jamais fait directement l'expérience, l'argument selon lequel la DDR pourrait avoir une influence sur leur incrédulité est problématique.
En outre, le même nombre élevé d'athées n'existe pas en Allemagne de l'Ouest, dans d'autres pays européens qui ont une histoire de communisme d'État et en Europe du Nord en général.
Une autre explication pourrait être la tendance sécularisatrice (le Kulturkampf) qui remonte à la seconde moitié du XIXe siècle en Prusse et dans la république de Weimar la plus forte en Thuringe et en Saxe ainsi que l'arrivée tardive du Christianisme dans la région par opposition à l'Europe du Sud où il était la religion d'Etat depuis l'Antiquité.
Le christianisme est encore très présent dans le reste de l'Allemagne, bien qu'une majorité de la population des Länder du nord de Hambourg et de Brême ne soit pas enregistrée comme membre des principales églises catholique et protestante,.
| Land                               | Non religieux (2011) | Pourcentage de la population |
| ---------------------------------- | -------------------- | ---------------------------- |
| Saxe-Anhalt                        | 1 805 960            | 79,6%                        |
| Mecklembourg-Poméranie-Occidentale | 1 229 350            | 77,5%                        |
| Brandebourg                        | 1 858 370            | 76,2%                        |
| Saxe                               | 2 908 420            | 72,6%                        |
| Thuringe                           | 1 433 690            | 66,0%                        |
| Berlin                             | 2 045 340            | 62,6%                        |
| Hambourg                           | 827 180              | 48,9%                        |
| Brême                              | 251 770              | 38,9%                        |
| Schleswig-Holstein                 | 955 190              | 34,3%                        |
| Allemagne                          | 26 265 880           | 33,0%                        |
| Hesse                              | 1 610 090            | 27,1%                        |
| Basse-Saxe                         | 1 992 670            | 25,8%                        |
| Rhénanie-du-Nord-Westphalie        | 3 930 270            | 22,5%                        |
| Bade-Wurtemberg                    | 2 248 600            | 21,6%                        |
| Bavière                            | 2 317 860            | 18,8%                        |
| Rhénanie-Palatinat                 | 720 000              | 18,1%                        |
| Sarre                              | 131 120              | 13,2%                        |